# Opatství Herkenrode
Opatství Herkenrode bylo v letech 1182–1797 ženským klášterem řádu cisterciáků, leží nedaleko města Hasselt ve vlámské provincii Limburk v Belgii. V současnosti slouží především turistice a archeologickému muzeu, sídlí zde také malá řeholní komunita.

## Historie

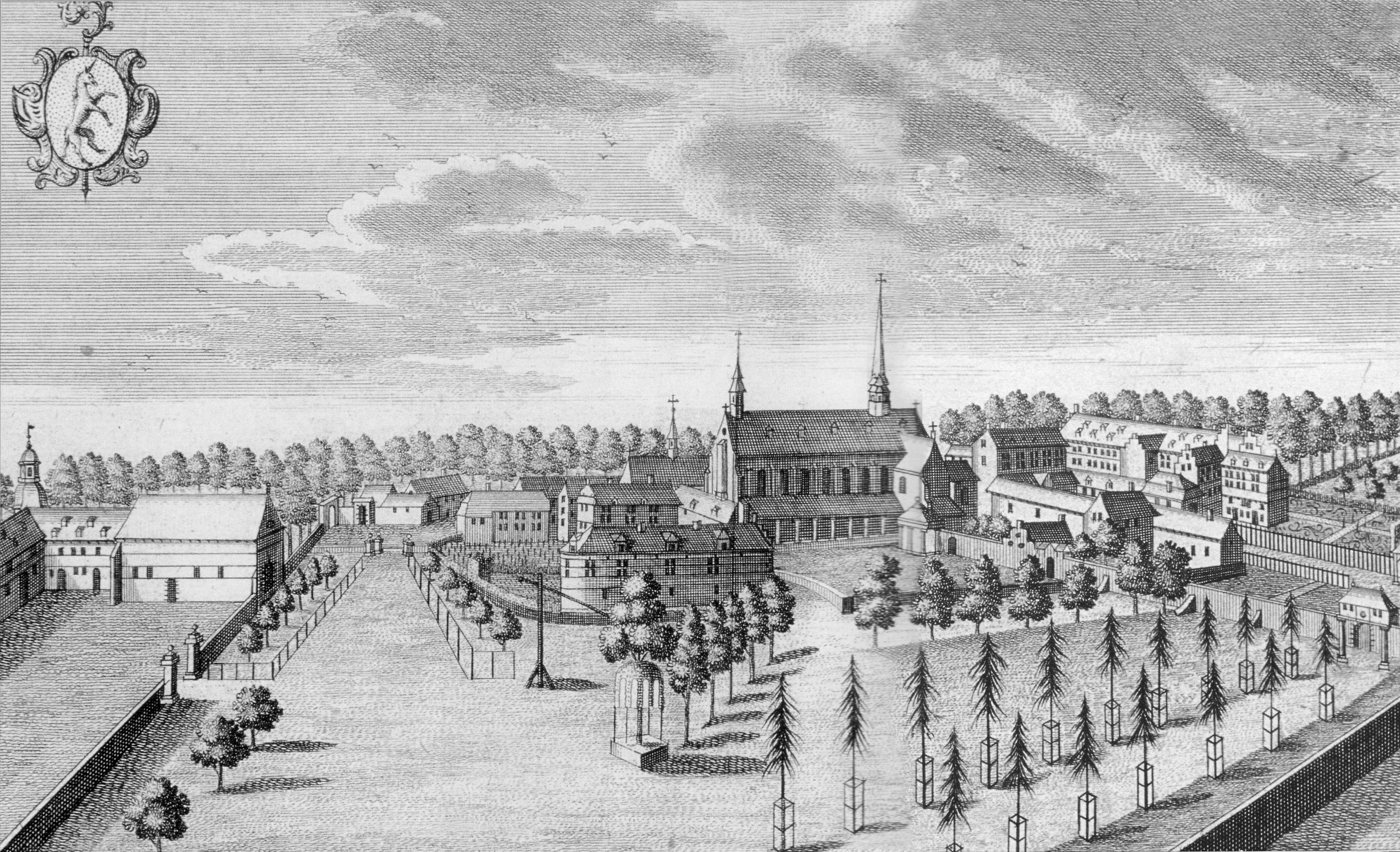
Herkenrode v roce 1744

Ženský klášter v Kuringenu (nyní západní část Hasseltu) založil v roce 1182 hrabě Gerhard van Loon, který zahynul při návratu ze Třetí křížové výpravy roku 1194 před Akkonem. V roce 1217 bylo opatství začleněno do cisterciáckého řádu a stalo se tak prvním cisterciáckým klášterem na tehdejším území Nizozemí. od roku 1317 se stalo poutním místem zázračného zjevení Krista v hostii, k návštěvě kláštera papežové opakovaně udělovali odpustky. Postupně se rozrostlo na největší ženský klášter v diecézi Lutych. Vyšly z něj významné mystičky Elisabeth von Ryckel a Elisabeth von Spaalbeek. 
V roce 1797 byl klášter i se svými 16 statky zrušen a budovy s vybavením rozprodány. V roce 1826  gotický kostel zničil požár. Z jeho zařízení se dochovala méně než polovina. V roce 1972 koupilo část budov sdružení  Sepulchrine Sisters a dalo zde postavit moderní kostel a meditační centrum. Druhá část objektů byla zrekonstruována a roku 1998 otevřena pro veřejnost. Archeologický výzkum probíhal v letech 1980–2004 umožnily vzorovou rekonstrukci zařízení. Od roku 2011 slouží jako regionální centrum turistiky s muzeem, sezónními výstavami a parkem.

## Architektura
Klášter s trojlodní bazilikou Panny Marie a hospodářskými budovami byl vystavěn podle ideálního cisterciáckého plánu románské architektury. Na rozdíl od vzorových staveb burgundských bylo zdivo převážně cihlové. Z původní románské, gotické a renesanční architektury zůstaly jen fragmenty archeologicky zdokumentované koncem 20. století. Klášterní areál se dochoval ve hmotě v přestavbách z 18. – 19. století. 

## Vybavení
Uměleckořemeslné prvky byly z větší části odstrojeny či demontovány hned po zrušení kláštera, rozprodány nebo odvezeny do jiných kostelů, mj. do katedrály v Hasseltu nebo do anglického Lichfieldu. Nejcennější soubor tvoří renesanční sklomalby z chrámových oken.

## Galerie

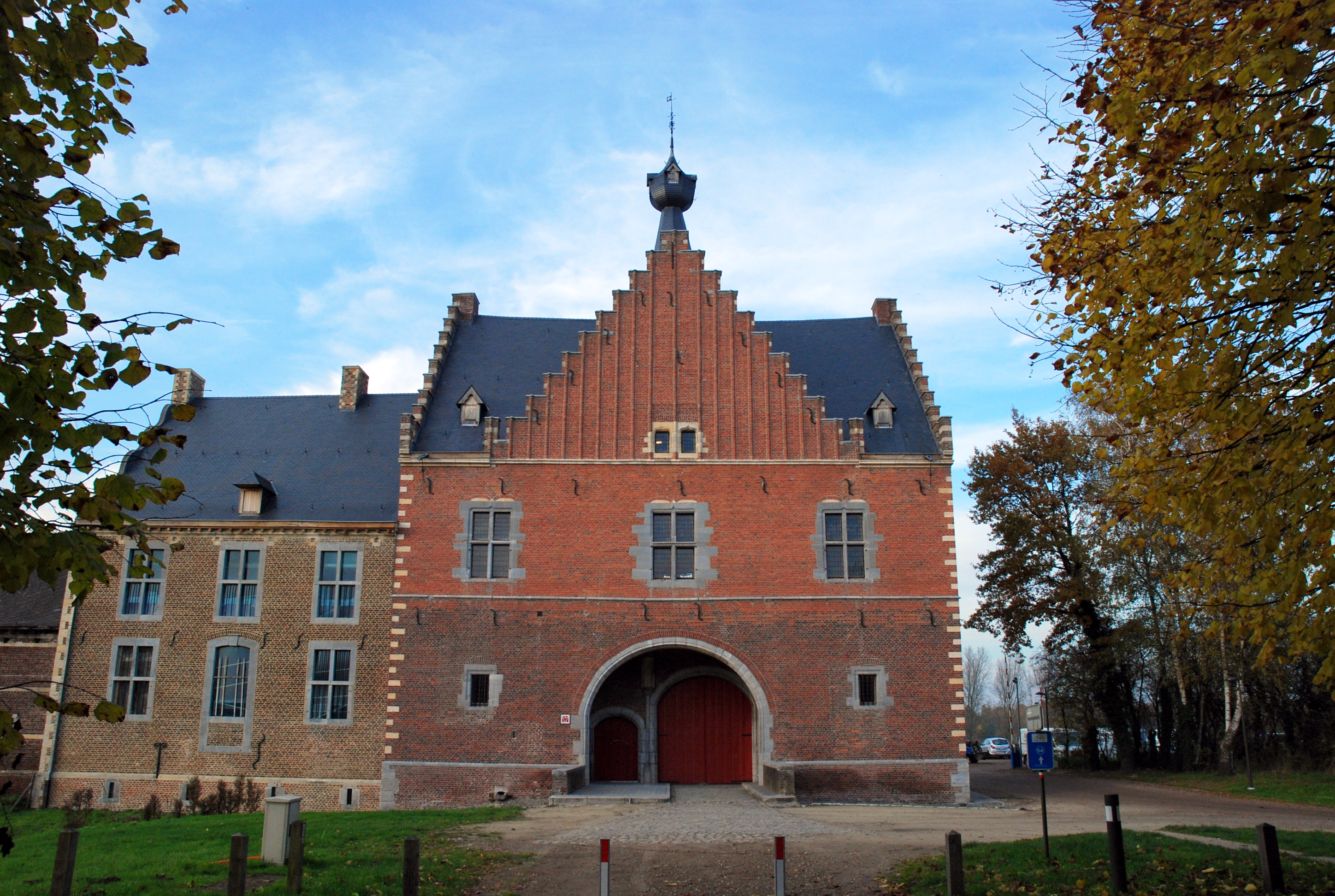
Vstupní brána
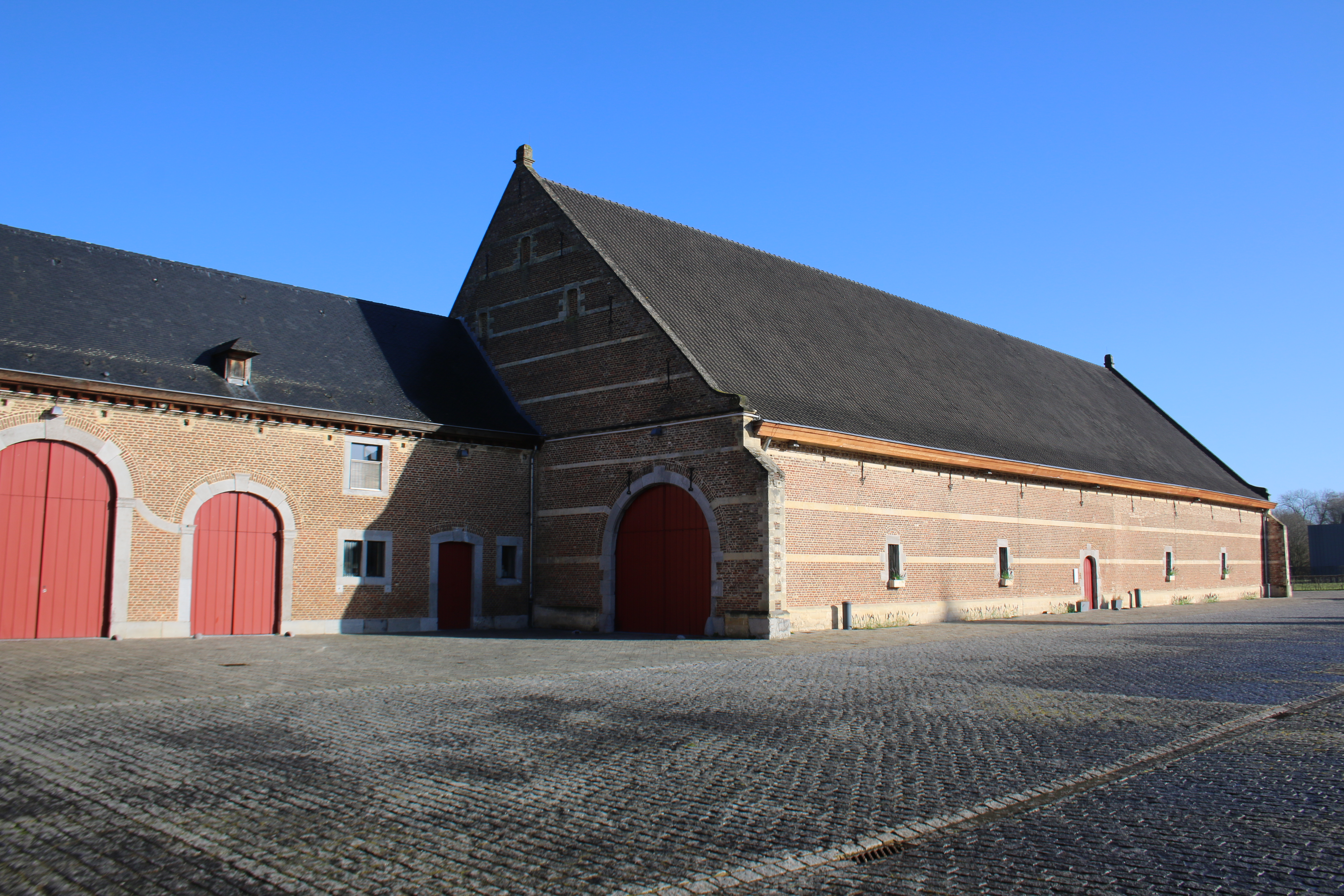
Sýpka
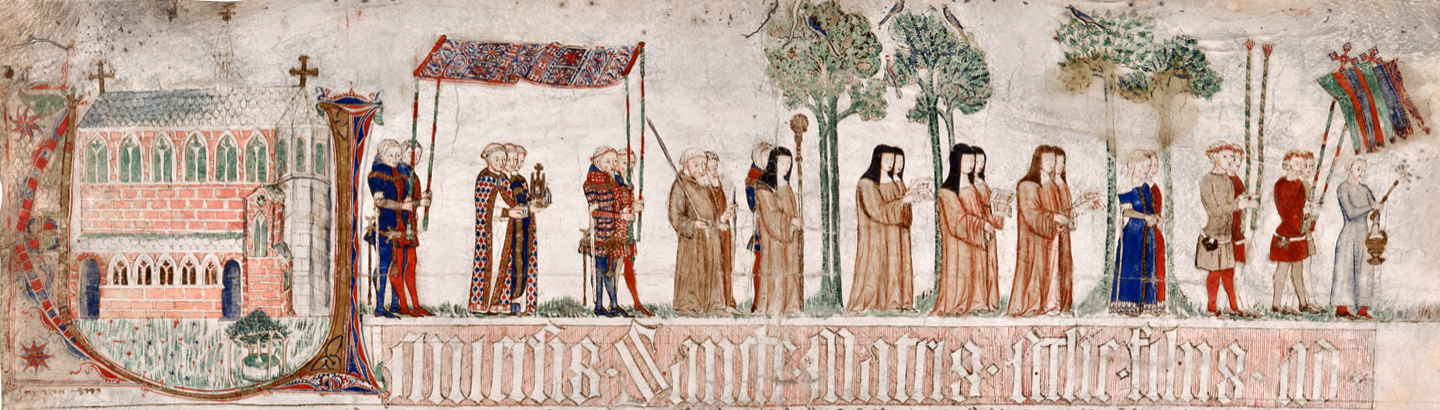
Procesí na odpustkové listině papeže Urbana IV. pro opatství Herkenrode (1363)
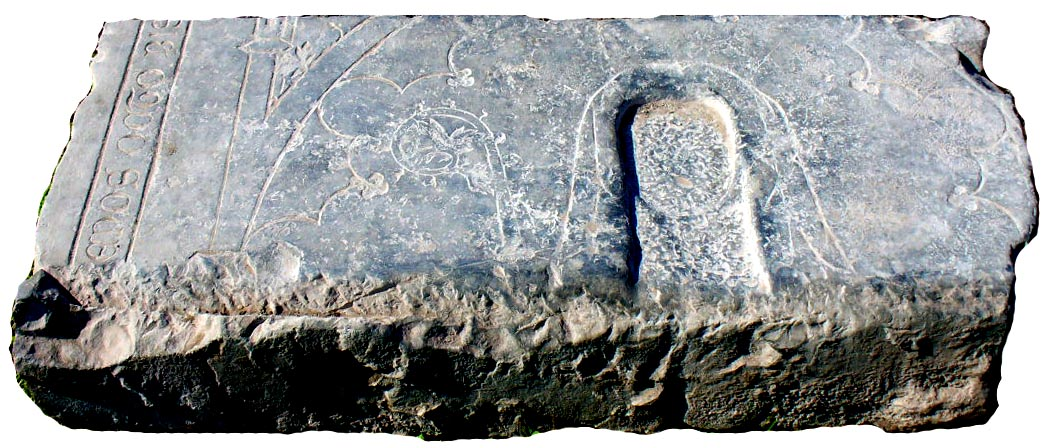
Zlomek náhrobku abatyše Margarety van Stein (†1333)
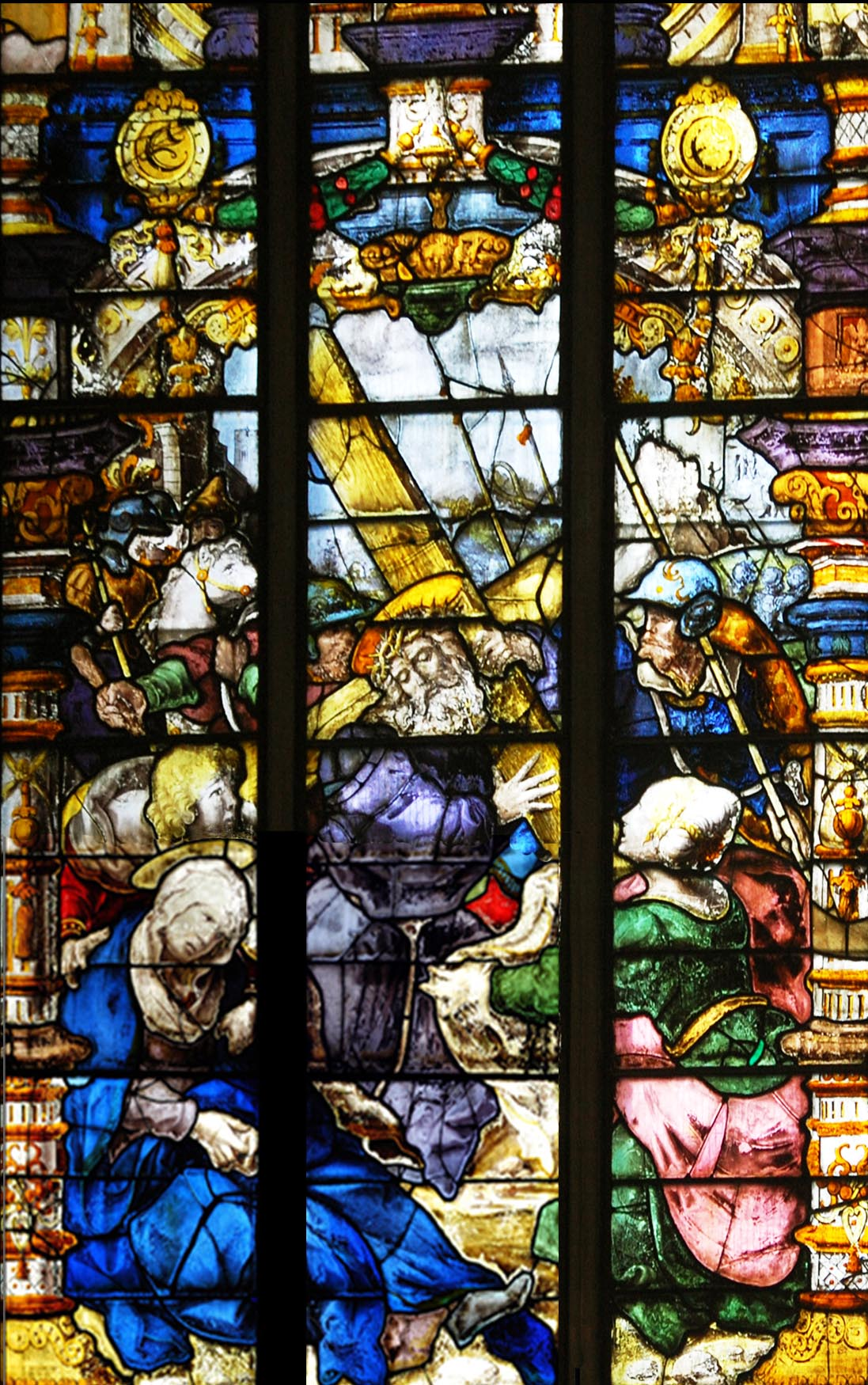
Nesení kříže, sklomalba